# Heart of Midlothian Football Club
Heart of Midlothian Football Club, mais conhecido como Hearts, é um clube de futebol de Edimburgo, na Escócia. Atualmente joga na Scottish Premier League. 
O Hearts é um dos dois principais times da cidade, o outro é o seu rival, Hibernian. O Hearts foi o único time do costa Leste convidado a se juntar à Scottish Football League inaugural, em 1890.

## História
The Hearts (Os Corações), como são comumente conhecidos, foram fundados em 1874. O Heart of Midlothian Dancing Club, onde os fundadores do clube se reuniam regularmente na época, provavelmente serviu como homônimo. O nome do salão de dança foi derivado do romance de Sir Walter Scott, The Heart of Midlothian, que recebeu o nome de uma prisão que foi demolida em 1817 e também serviu como local público de execução. O emblema do clube Hearts de hoje é modelado no mosaico em forma de coração que é esculpido nos paralelepípedos da cidade velha de Edimburgo, onde a entrada da prisão foi localizada para comemorar o local histórico.
O clube comemorou seus maiores sucessos nos primórdios do futebol escocês, no final do século XIX e início do século XX, quando foram comemorados dois campeonatos e quatro vitórias em taças. Mais dois títulos de campeonato se seguiram nas décadas de 1950 e 1960, e ainda são os últimos até hoje. Com o início da temporada 2007/08, a diretoria apresentou Anatoly Korobochka e Stephen Frail como novos treinadores. Após quatro jogos sem vitória no início, a imprensa culpou a diretoria pelo mau começo. Não eram apenas os resultados que constituíam um problema; Korobochka não falava uma palavra de inglês, então um tradutor teve que ser contratado para garantir a comunicação. Depois de cinco derrotas consecutivas, Romanov anunciou em 31 de dezembro de 2007 que queria contratar um novo técnico com experiência no futebol escocês, assim Stephen Frail assume como técnico, dessa forma a equipe terminou em 4º lugar no Campeonato Escocês. A temporada seguinte é provavelmente a pior, seguindo-se outras decepções esportivas, onde o Hearts é derrotado na quarta rodada da Copa da Escócia por 1 a 0 para o Motherwell, depois de um empate 2 a 2 em Tynecastle, o time também foi eliminado nas semifinais da CIS Insurance Cup contra o Glasgow Rangers por 2 a 0 e também não conseguiram se classificar para o "Top Six", o grupo formado pelas seis melhores equipes da liga, pela primeira vez desde que a "Divisão da Liga" foi introduzida em 2001, terminando em 8º lugar, a dois pontos de se classificar.
Como resultado, Vladimir Weiss e Lothar Matthäus foram negociados como candidatos à posição de técnicos. No entanto, ambos recusaram. Como resultado, em 11 de julho de 2008, Csaba László foi apresentado como o novo treinador do Hearts. O ex-técnico nacional de Uganda assinou um contrato de três anos em Edimburgo. Depois de uma preparação de temporada fracassada (2 vitórias, 5 derrotas), o novo meio-campista David Obua foi contratado e o Hearts venceu o primeiro jogo do campeonato sob o comando do novo técnico por 3 a 2 em casa contra o Motherwell. Saulius Mikoliūnas marcou o gol da vitória aos 82 minutos. Enquanto isso, sob o comando de Csaba László, uma série de cinco vitórias consecutivas foi bem-sucedida, incluindo a derrota do maior campeão, o Glasgow Rangers por 2 a 1. Apenas um 0 a 1 em Aberdeen marcou a primeira derrota após mais jogos invictos. Com a vitória por 2 a 0 sobre o rival local Hibernian, na 4ª rodada da Copa da Escócia, o clube estava finalmente de volta ao caminho do sucesso. Nos meses seguintes, o terceiro lugar foi conquistado e defendido com sucesso contra os rivais FC Aberdeen e Dundee United. Em 16 de maio, os Hearts venceram o Dundee United por 3-0 no jogo decisivo em seu país natal, Tynecastle Park, garantindo assim o terceiro lugar e a vaga na rodada de repescagem da recém-criada UEFA Europa League na temporada 2008/09. Em 2012, o Hearts venceu a Copa da Escócia contra o rival Hibernian por um goleada de 5 a 1. Foi a primeira vez desde 1895/96 que os dois clubes da capital escocesa se enfrentaram na final.
Após a falência de Ukio Bankas e UBIG Holding, por meio da qual o empresário russo-lituano Vladimir Romanov - pai do presidente Roman Romanov - era dono do clube, o clube enfrentou grandes dificuldades financeiras em 2013. As dívidas cresceram em 29 milhões de euros, os salários e dívidas fiscais já não podiam ser pagos e foi nomeado um administrador da insolvência. Roman Romanov era procurado pelas agências de aplicação da lei da Lituânia por apropriação indébita de fundos. O clube perdeu 15 pontos para a temporada 2013/14 como forma de punição.
Por causa da perda de 15 pontos, o rebaixamento na liga escocesa mais alta era inevitável e o Hearts foi desceu para a parte inferior da tabela. Na segunda divisão escocesa, entretanto, um novo time poderia ser formado, que consistia em muitos jogadores locais devido à falta de dinheiro. Eles conseguiram ser promovidos imediatamente e ganharam o campeonato tranquilamente, 21 pontos à frente dos rivais da cidade Hibernian e do Glasgow Rangers, terceiro colocado. A presidência também mudou e a era Romanov chegou ao fim com o rebaixamento do clube para a segunda divisão.
O Hearts detêm 8 títulos de Copas da Escócia, 4 Campeonatos Nacionais e 4 Copas da Liga Escocesa. No dia 17 de dezembro de 2017 os Jambos venceram o Celtic por 4x0, dando fim á série de 69 jogos (1 ano e 7 meses) sem derrotas da equipe de Glasgow na Liga Escocesa. O Hearts detém vantagem no Derby de Edimburgo contra o rival Hibernian, são 144 vitórias, 96 empates e 86 derrotas em 326 jogos oficiais.

## Títulos
| Nacionais | Nacionais             | Nacionais | Nacionais                                                              |
|           | Competição            | Títulos   | Temporadas                                                             |
| --------- | --------------------- | --------- | ---------------------------------------------------------------------- |
|           | Campeonato Escocês    | 4         | 1894–95, 1896–97, 1957–58, 1959–60                                     |
|           | Copa da Escócia       | 8         | 1890–91, 1895–96, 1900–01, 1905–06, 1955–56, 1997–98, 2005–06, 2011–12 |
|           | Copa da Liga Escocesa | 4         | 1953–54, 1957–58, 1958–59, 1961–62                                     |

## Elenco
Atualizado em 12 de julho de 2019.
- Capitão
- Jogador lesionado

## Ver Também
- Campeonato Mundial de Futebol de 1895